# F1 Championship : Saison 2000
F1 Championship : Saison 2000 (F1 Championship: Season 2000) est un jeu vidéo de course de Formule 1 développé par Image Space Incorporated et Visual Sciences, édité par EA Sports, sorti en 2000 sur Windows, Mac, PlayStation, PlayStation 2 et Game Boy Color.

## Accueil
- Jeuxvideo.com : 16/20 (PS2)[1]
- Joypad : 5/10[2]